# Colonna sonora di Doki Doki Literature Club!
La colonna sonora di Doki Doki Literature Club! è stata realizzata da Dan Salvato, autore del gioco stesso.
Doki Doki Literature Club! è stato distribuito gratuitamente per la prima volta il 22 settembre 2017 su itch.io, e successivamente anche su Steam. La colonna sonora del gioco è stata pubblicata contestualmente al gioco stesso (purché si acquistasse il "Fan Pack" a pagamento) su due compact disc composti rispettivamente da 15 e 10 tracce. Il primo CD contiene tutte le principali composizioni del gioco, mentre il secondo è costituito da remix e arrangiamenti alternativi.
Il 28 settembre 2017, Dan Salvato ha pubblicato un ulteriore brano musicale di Doki Doki Literature Club! chiamato "doki17.mp3" su un server Discord non ufficiale di Doki Doki Literature Club!, riferendosi ad esso come "una traccia incompiuta che non è mai entrata nel gioco" che "[sebbene] abbastanza lontano dall'essere finita [era] comunque piuttosto piacevole".
Il 28 settembre 2018, al Tokyo Game Show, è stato distribuito un flexy-disc promozionale contenente un'unica traccia ("Your Reality" in versione strumentale).
La colonna sonora è stata poi pubblicata da iam8bit su vinile nell'aprile 2019. La copertina è stata realizzata da OMOCAT.
La composizione introduttiva, "Doki Doki Literature Club!", è eseguita principalmente da pianoforte e flauto con l'accompagnamento di strumenti ad arco. Il brano"Okay, Everyone!" ha cinque diverse versioni, quattro delle quali sono eseguite da diversi strumenti musicali che rappresentano ciascuno dei quattro personaggi femminili. La versione di Monika enfatizza il pianoforte, quella di Yuri usa pizzicato e arpe, Natsuki utilizza xilofono e flauto dolce, e quella di Sayori è suonata con l'ukulele . La colonna sonora del gioco è generalmente calma e serena, ad eccezione di due brani, "Sayo-nara" e "Just Monika", che hanno un tono minaccioso. "Your Reality", una canzone vocale eseguita nei titoli di coda, è cantata da Jillian Ashcraft.

## Doki Doki Literature Club! Official Soundtrack
Sono presenti 25 tracce in totale.
1. Doki Doki Literature Club! – 2:07 (musica: Dan Salvato)
2. Ohayou Sayori! – 2:42 (musica: Dan Salvato)
3. Dreams Of Love and Literature – 4:09 (musica: Dan Salvato)
4. Okay, Everyone! – 3:04 (musica: Dan Salvato)
5. Play With Me – 2:53 (musica: Dan Salvato)
6. Poem Panic! – 2:28 (musica: Dan Salvato)
7. Daijoubu! – 3:05 (musica: Dan Salvato)
8. My Feelings – 2:03 (musica: Dan Salvato)
9. My Confession – 3:06 (musica: Dan Salvato)
10. Sayo-nara – 2:37 (musica: Dan Salvato)
11. Just Monika. – 3:22 (musica: Dan Salvato)
12. I Still Love You – 2:43 (musica: Dan Salvato)
13. Jillian Ashcraft – Your Reality – 3:01 (Dan Salvato)
14. Poems Are Forever – 3:41 (musica: Shoji)
15. 「Doki Doki ドキドキ」 – 3:44 (musica: Nick "Varien" Kaelar)

Durata totale: 44:45
1. Trailer! – 0:45 (musica: Simon Felix)
2. Okay, Everyone! (Sayori) – 1:37 (musica: Dan Salvato)
3. Okay, Everyone! (Natsuki) – 1:37 (musica: Dan Salvato)
4. Okay, Everyone! (Yuri) – 1:37 (musica: Dan Salvato)
5. Okay, Everyone! (Monika) – 1:37 (musica: Dan Salvato)
6. Dreams Of Love and Literature (Early Sketch) – 2:14 (musica: Dan Salvato)
7. Daijoubu! (Early Sketch) – 3:02 (musica: Dan Salvato)
8. Ohayou Sayori! (2010 ver.) – 3:30 (musica: Dan Salvato)
9. Dreams Of Love and Literature (8-bit ver.) – 2:13 (musica: Dan Salvato)
10. Your Reality (No Vocals) – 3:02 (musica: Dan Salvato)

Durata totale: 21:14

## Doki Doki Literature Club Vinyl Soundtrack
Sono presenti 18 tracce in totale.

### Lato A
Musiche di Dan Salvato.
1. Doki Doki Literature Club! – 2:07
2. Ohayou Sayori! – 2:42
3. Dreams Of Love and Literature – 4:10
4. Okay, Everyone! – 3:05
5. Play With Me – 2:54
6. Poem Panic! – 2:29
7. Daijoubu! – 3:06
8. My Feelings – 2:04

Durata totale: 22:37

### Lato B
Musiche di Dan Salvato.
1. My Confession – 3:07
2. Sayo-nara – 2:38
3. Just Monika. – 3:23
4. I Still Love You – 2:44
5. Your Reality – 3:02

Durata totale: 14:54